# 三匹のおっさん
『三匹のおっさん』（さんびきのおっさん）は、有川浩による日本の小説。イラストは須藤真澄。
2008年3月号から2009年]月号まで、『別册文藝春秋』に不定期に連載され、2009年3月16日に文藝春秋から単行本が刊行された。
2011年3月号からは、続編となる『三匹のおっさん ふたたび』が『別冊文藝春秋』に連載され、2012年3月29日に単行本が出版された。
『三匹が斬る!』から『三匹のおっさん』と連想してタイトルを決め、現代日本を舞台とした6章立ての連作短編形式の小説で、章ごとに3人の還暦男性 = 「三匹のおっさん」が御近所の事件に遭遇し、解決する姿を描く。
2014年にテレビ東京系にてテレビドラマ化され、2015年と2017年に続編が放送されるなどシリーズ化された。詳細は#テレビドラマを参照。
2015年9月には舞台化され、東京、大阪、名古屋などで上演された。詳細は#舞台を参照。

## あらすじ
3月に60歳の誕生日を迎えて地元ゼネコンを定年退職し、系列会社の経営するアミューズメントパークへ経理担当の嘱託として再就職することとなった剣道の達人・キヨこと清田清一は、「おじいちゃん」の範疇へ入れられることに違和感があった。それに加え、二世帯住宅に同居中の音大出のお嬢様で世間知らずのくせに義父母を煙たがってピアノ教室の経営を希望する息子の嫁・貴子と、その嫁に言いなりの息子・健児、チャラチャラした孫・祐希も、キヨの頭痛の種であった。
誕生日に祝いの席となるはずの夕飯時に還暦セットを着せられたうえ、息子夫婦の「弟子がいなくなった剣道場を潰す」という発言から妻と息子夫婦が口論を始めるというさんざんな目に遭って家を飛び出したキヨは、かつて「三匹の悪ガキ」と呼ばれていた子供の頃からの腐れ縁で仲間の柔道家・シゲこと立花重雄や工場経営者・ノリこと有村則夫と、酒を酌み交わす。翌朝、「三匹の悪ガキ」のなれの果てである「三匹のおっさん」はキヨを訪ねてきたシゲの提案により、私設自警団での町内巡回を決意した。初仕事で引ったくりを捕まえたキヨたちは、名乗らない善意の人として新聞記事にもなり、ひそかに快哉を叫ぶ。
4月にアミューズメントパークへ出勤したキヨは、帳簿が合わずにかなりの金額が消失していることを知る。店長がかつての悪事をネタに悪友のチンピラたちから強請られ、カツアゲに遭ったという形で売上金を差し出していたのであった。そんなある日、カツアゲの現場に出くわしたキヨはチンピラたちを追い払うが、逆恨みした彼らがキヨへの復讐として同じ場所でアルバイト中の祐希を狙っていることを知る。キヨたちは祐希のシフト中を守れば良いと思っていたが、「毎日が日曜日」で日付感覚がなくなっていた虚を衝かれ、祐希を予定外のシフトへ駆り出されてしまう。チンピラたちは店長を使って祐希に売り上げを運ばせ、袋叩きにしたうえで奪おうと目論んでいたのだ。急いで現場へ向かったキヨたちは、まさに祐希が連れ去られようとするところに間一髪で間に合い、それぞれ特技を生かした活躍で祐希を無事に取り返すと、チンピラたちにきっちりと「お話」する。一件落着後、祐希から「おっさんに見えないためのファッション講座」を受けるキヨを、妻・芳江は微笑ましく見守っていた。
そして、三匹はさらなる悪に立ち向かっていく。

## 登場人物

### 清田家
キヨとその家族。二世帯住宅で1階にキヨと妻の親世帯、2階に子世帯が住む。自宅の敷地内には剣道場があり、町の人たちにも存在は知られている。
清田 清一（きよた きよかず）
通称キヨ。地元ゼネコンを定年退職し、系列会社の経営するアミューズメントパーク「エレクトリック・ゾーン」に嘱託として勤務。剣道師範で父親から引き継いだ自宅敷地内道場で剣道を教えていたが、ゼネコン退職と前後して最後まで残っていた生徒も剣道をやめてしまったため、休業。長身で姿勢がよい。子供時代に地元で「三匹の悪ガキ」と呼ばれていた仲間の1人。イラストでは顔の部分が漢字の「非」に似ており、どれが眼なのか分からない。
清田 芳江（きよた よしえ）
キヨの妻。「三匹の悪ガキ」仲間とは幼馴染。豪胆な性格をしており、若い女とスーパーマーケットの店先で言い争ったことがある。息子・健児の嫁である貴子とは仲が悪く、彼女の尻に敷かれる健児を情けなく思っている。旧姓・長沢（ながさわ）。
清田 健児（きよた けんじ）
キヨの一人息子で、やまと銀行勤務の会社員。妻である貴子とは、音大4年生当時の彼女を交際中に妊娠させてしまい、できちゃった結婚を迎えたという経緯を持つ。祐希を甘やかしているうえに気弱で、貴子にはまったく頭が上がらない。あまりにも気弱なその様子は、悪徳業者へのクーリングオフの際に相手の大声で怯んでしまい、警察に連絡しようとしたほどである。丸顔で眼鏡をかけている（『ふたたび』より）。
清田 貴子（きよた たかこ）
健児の妻。専業主婦。健児との馴れ初めゆえ、就職経験がない。元々お嬢様育ちである事や社会人経験がないためか世間知らず且つワガママな面があり、健児を尻に敷き、義父母（特に芳江）を煙たがっているために嫁姑間の仲は悪く、自身も自分を上品と思い込んだり空気を読まないので、いさかいが絶えない。世間知らずな一面ゆえ、キヨに道場を潰して音楽教室に改築すると話を持ちかけたことや、悪徳商法に引っかかって70万円の空気清浄機を買わされてしまったことがある。『ふたたび』では初めてパートに出る。
清田 祐希（きよた ゆうき）
キヨの初孫で健児の息子。緑ヶ丘高校1年生（登場時）。髪を茶色く染めており、ぞんざいな口調で話す。また、制服を着ている時でもウォレットチェーンをしている。キヨに似て目が細く背も高い。キヨの再就職先のアミューズメントパークでアルバイトをしている。カツアゲ事件の後はキヨの箪笥の中身を一新し、おしゃれなおっさんに変える計画に協力するようになる。第一話と第五話の会話などから、飲酒の経験があるらしい。キヨと芳江のことは「ジーサン」「バーサン」と呼ぶが、キレた際には「ジジイ」「ババア」と呼ぶ。前述の特徴から不良のような印象を持たれがちだが、実は優しい性格の持ち主であり、他人のことをよく見て細かい気配りができる。自分を甘やかす一方で事あるごとに醜態をさらす両親にはあきれ果てており、彼らから独立したいと思っている。祖父を尊敬しているが、素直にそれを出さず、指摘されると激怒する。
ノリの娘である早苗とはある事件がきっかけで交際を始め、ノリにも一応は認められている。

### 立花家
シゲとその家族。居酒屋「酔いどれ鯨」を経営。現在は息子が経営している。三匹の集合場所でもある。
立花 重雄（たちばな しげお）
通称シゲ。キヨの同級生。「三匹の悪ガキ」仲間の1人で武闘派。柔道家でいつも黒ジャージを着ている。ガタイがよくガニ股。居酒屋「酔いどれ鯨」を経営していたが現在では息子に譲り、店の仕込みなどの手伝いをしている。少々口が悪く、相手が女だろうが男だろうがお構いなしに怒鳴りつけ、手を出すこともあるほどの性格。ただ、孫の奈々にはメロメロ。妻の登美子が詐欺に遭ったり、自身が痴漢に間違われたりと災難続きだが、頼れる男。将棋も好きで毎月将棋雑誌を買っている。愛煙家だったが孫が生まれたことをきっかけにタバコをやめた。
立花 登美子（たちばな とみこ）
シゲの妻。以前はシゲと共に居酒屋「酔いどれ鯨」を切り盛りしていたが、息子夫婦に店を譲った現在は店の営業時間中に孫娘の奈々（なな）の子守をして過ごしている。夫とはふとしたきっかけですぐ口げんかに発展する、短気な一面を持っている。
立花 康生（たちばな こうせい）
シゲの息子。現在の「酔いどれ鯨」の亭主。店を継ぐために別の店で修行をして腕を磨いた。キヨの息子・健児は少し年上であるが子どもの頃は遊び友達でもあった。父達の好みも知っており、三人が集う場として店の一席を提供している。
立花 理恵子（たちばな りえこ）
康生の妻。康生と共に「酔いどれ鯨」を切り盛りしている。義父達には理解を示しており、彼らからも娘のようにかわいがられている。
立花 奈々（たちばな なな）
康生と理恵子の娘だが、まだ生まれて間もない。シゲは奈々が生まれたのを機に喫煙をやめた。店の営業時間中は祖母である登美子が面倒を見ている。

### 有村家
ノリの家族。3世代が住むキヨ、シゲの家とは異なり父娘2人だけの家族。電機関係の町工場「有村電業」を経営し、自宅も併設。
有村 則夫（ありむら のりお）
通称ノリ。キヨの同級生。「三匹の悪ガキ」仲間の1人で参謀役。背が低くひょろっとしており、時折メガネをかけている。脱サラして工場を経営しており機械に強い。結婚から10年後に娘の早苗を授かるが、高齢出産だったのが原因で妻を早くに亡くし、高校生の娘と2人暮らしをしている。娘・早苗のことになると気性が激しく容赦無いものに変わり、キヨやシゲを怒鳴りつけたり、普段「君」付けの祐希を呼び捨てにしたり（キヨやシゲに対しても「ちゃん」付けが基本なのだが）、早苗を襲った痴漢を改造スタンガンで半殺しにするほどで、祐希からは『危ないチビのおっさん』と恐れられている（実際、シゲをして「俺達の中で一番危ないのはあいつ（ノリ）だ」と言わしめている）。「手に入れた機械は分解して出力を上げるのが技術屋の性分」と言い切っており、後述の2つの改造スタンガン以外にも、目玉を潰せる程度に威力を上げたモデルガンや、機械を破壊する際に使う高電圧・大電流仕様の特製スタンガンなどを持っている。必殺技は、威力を上げたスタンガンと威力を下げたスタンガンを同時に叩き込む『則夫エレクトリカルパレード』。見回りの時は、これらの暗器を隠すためにロングコートを着ている。
有村 早苗（ありむら さなえ）
ノリの一人娘。栄女子高校1年生（登場時）。母を早くに亡くしており、父と2人暮らし。家事を一手に引き受け、家計を管理している。そのため家庭的でしっかりしているいい子であるが、本人は「所帯じみている」とコンプレックスをもっている。顔もかわいらしく、やさしい女の子だが、怒ったらノリも引くほどの気性が激しくなるところは父譲り。
ある事件がきっかけで祐希と知り合い、交際を始める。

### その他の人物
須田 良二（すだ りょうじ）
キヨが再就職したゲームセンター「エレクトリック・ゾーン」皐ヶ丘店の店長。かつての仲間である男に恐喝され店の売上を横流ししていたが、キヨが店の帳簿が合わないと気づいたことから発覚し、"三匹"の活躍で助けられた。
倉田（くらた）
「エレクトリック・ゾーン」皐ヶ丘店のアルバイト。
廣田 作治（ひろた さくじ）
彌太
工藤 昴（くどう すばる）
清一の教え子で、中学1年生。
新垣 美和（あらがき みわ）
中学1年生、昴のクラスメート。
菊池（きくち）

野島（のしま）

富永 潤子（とみなが じゅんこ）
早苗の同級生。髪の毛を金色に染めている。早苗に痴漢にあったことや父親（ノリ）の年齢のことなどで迷惑をかけたり、祐希に付きまとい、学校の校門にまで来たりなどと無神経な性格だが、実は詐欺に引っかかり脅迫されていて、嫌がらせも未遂で助かった早苗や助けた祐希を羨ましく思っていた。三匹の活躍で魔の手から守られ、引っ越していった（父親が転勤族のため引越を繰り返している）。『ふたたび』には潤子の初恋を描いた短編が掲載されている（相手は有川の別作品『植物図鑑』のイツキとさやかの息子）。
小久保 昌一（こくぼ しょういち）
潤子を騙していた、今田プリンティング勤務の男。「モデル募集」「謝礼金50000円」などで少女の下着姿などを撮り、オリジナルの風俗関係のチラシを造っていた。実際に金を騙し取ったことがある。複雑な構造のカメラで被害者を安心させていた。
三匹の協力で住所や本名をすべて調べられており、潤子への詐欺の告白、脅迫、未成年暴行未遂の現場を、ノリによってハンドカメラに動画と音声で記録させられ、画像保存しているDVDやCD、さらにはコレクションが記録されたパソコンをすべて破壊された。その後被害者に、匿名で小久保を訴えられるだけの資料を三匹が送って一件落着した（逮捕されたかどうかは不明）。
靖代（やすよ）
芳江の友。
克恵（かつえ）
貴子が働くことになった永田精肉店のベテランパート。まわりのパートに威圧感を与え、貴子にも厳しく接する。
小島育代（こじま いくよ）
永田精肉店のパートの一人。貴子にとってはパートで初めて親しくなった人物だったが、5万円を貴子から借りたままパートを辞めてしまう。
井脇（いわき）
「ブックスいわき」の店主。シゲが買う将棋雑誌をいつも取り置いてくれるほどの顔なじみ。万引き被害に悩み、三匹の力を借りることに。
山野満佐子（やまの まさこ）
妻を亡くしたノリの再婚相手をと、ノリの妹・幹代が紹介した華道の師範を務める女性。バツイチ。紹介されるより前、自宅に泥棒が侵入しそうになっていたところをノリが退治したことで出会っていた。
偽三匹（にせさんびき）
隣町で夜回りをしている初老の3人組。見た目も三匹とよく似た組み合わせで、痩せの松木邦久（まつき くにひさ）、堅太りの大野満男（おおの みつお）、チビでメガネの菅原紀久夫（すがわら きくお）。松木は緑ヶ丘高校の合唱部で芳江の1年先輩にあたり、松木にとっては芳江は初恋の相手でもあった。松木が芳江と偶然再会した際に三匹が夜回りをしている事を聞き、三匹同様に夜回りを始めた。祐希が夜遅く帰宅しようとしていた途中、偽三匹に放火犯と疑われて呼び止められトラブルになるが、キヨがたまたま通りがかって解決した事で三匹が彼らの存在を知る事になる。路上で喫煙していた不良を注意した際に横柄な態度を取った事で暴行を振るわれそうになるが、通りかかった三匹によって救われる。自身達の腕っぷしの無さや対抗意識を持っていた三匹に救われたショックで一時は夜回りを諦めるが、ノリのアドバイスで放火の見回りを行う様になる。
第2シリーズでは「隣町の三匹のおっさん」として登場するが、三匹との絡みは無い。

## 初出
- 『三匹のおっさん』 - 別冊文藝春秋2008年3月号、5月号、7月号、9月号、11月号、2009年1月号
- 『三匹のおっさん ふたたび』 - 別冊文藝春秋2011年3月号、5月号、7月号、9月号、2012年1月号、3月号、野性時代2009年8月号
- 初出時の扉絵は単行本の各章の扉絵に使用されている。

## 既刊一覧

### 三匹のおっさん
- 単行本：文藝春秋、2009年3月16日発売、ISBN 978-4-16-328000-4[4]
- 文庫本：文春文庫、2012年3月9日発売、ISBN 978-4-16-783101-1[5]
- 文庫本：新潮文庫、2014年6月6日発売、ISBN 978-4-10-127634-2[6]
- 単行本：新潮社、2015年1月22日発売、ISBN 978-4-10-301875-9[7]
- 文庫本：講談社文庫、2015年9月15日発売、ISBN 978-4-06-293203-5[8]

### 三匹のおっさん ふたたび
- 単行本：文藝春秋、2012年3月29日発売、ISBN 978-4-16-381260-1[9]
- 単行本：新潮社、2015年1月22日発売、ISBN 978-4-10-301876-6[10]
- 文庫本：新潮文庫、2015年1月28日発売、ISBN 978-4-10-127635-9[11]
- 文庫本：講談社文庫、2015年10月15日発売、ISBN 978-4-06-293204-2[12]

## エピソード
- 有川浩の脚本でTheatre劇団子により上演された舞台『もう一つのシアター!』に、本作から清田祐希がゲスト登場している。これは、『もう一つのシアター!』の公演に際して本作の出版社である文藝春秋社から多数の協力を得たことによる。また、清田清一は登場しないが、彼の老眼鏡が小道具として使われている[13]。
- 児玉清がラジオ番組『ラジオビタミン』内で持っていたコーナー「児玉清の読み出したら止まらない」の2009年5月8日放送分で、本作が好意的に紹介された。このことは児玉の死後に発刊された第1作文庫版あとがきで有川が紹介しているほか、その内容が同文庫版に収録されている。

## ラジオドラマ
NHK-FM放送『青春アドベンチャー』にてラジオドラマ化され、2011年11月28日から12月9日まで放送された。

### キャスト（ラジオドラマ）
- 清田清一（キヨ）：清水綋治
- 立花重雄（シゲ）：石田太郎
- 有村則夫（ノリ）：河西健司
- 清田祐希：石田法嗣
- 清田芳江：池田道枝
- 清田健児：天野勝弘
- 清田貴子：田中綾子
- 立花登美子：丘みつ子
- 有村早苗：前田 希美
- 広田：油井昌由樹
- 富永潤子：平田裕香
- 小久保昌一：長棟嘉道
- 靖代：柳川慶子
- 須田良二：峯村淳二
- ウェイトレス：鎌田麻里名
- 犯人、カツアゲ男の手下、業者：村澤寿彦
- カツアゲ男：佐藤誓
- 店員、警官：岩澤晶範
- 店員、カツアゲ男の手下：榊英訓
- 警官：本多新也
- 男店員：遠山俊也
- 女店員：おぐちえりこ

## テレビドラマ
テレビ東京系で2014年から2019年にかけてレギュラー枠で連続ドラマとして3回、スペシャルでスペシャルドラマとして2回にわたりテレビドラマ化。主演は北大路欣也。

### シリーズ概要
第1シリーズ
『三匹のおっさん〜正義の味方、見参!!〜』のタイトルで、テレビ東京系「金曜8時のドラマ」枠で2014年1月17日から3月14日まで、毎週金曜日19時58分 - 20時54分に放送された。テレビ東京開局50周年特別企画として制作された。
登場人物の内心についてはモノローグではなく、漫画やLINEのふきだしのようなテロップで描写している。ロケ地には、東京都板橋区のときわ台駅南口商店街が主に用いられている。
テレビ東京開局50周年特別企画作品であることに加え、北大路が同局の新春ワイド時代劇で何度も主役を務めて視聴率上昇に貢献してきた功労者であるため、2013年末の収録最終日には社長の髙橋雄一が撮影現場を訪問して陣中見舞いの熨斗を付けた豪華弁当を差し入れ、激励した。
視聴率は第1話が11.6%、その後も9%以上を維持（ビデオリサーチ調べ、関東地区・世帯・リアルタイム。以下略）。2014年2月14日には、主題歌「言葉に出来ない男です」を担当している川上大輔が撮影現場を訪問した。2014年3月10日には、平均視聴率が10%超となったことや続編制作の声が上がっているらしいことが報じられた。また、同年3月11日には、北大路たちがロケ地の商店街で原作者の有川浩に見守られながらクランクアップを迎えたことが報じられた。
最終話放送後の2014年3月18日には、最終話の視聴率が12.6%、全話の平均視聴率が10.2%、最終話の瞬間最高視聴率が15.1%を記録したことが報じられた。これらの記録は、テレビ東京のプライムタイム帯のテレビドラマ史上初のことである。
本放送終了後、テレビ東京で2014年1月31日から3月14日まで『ランチチャンネル』枠の金曜日に再放送を実施した。6月4日には全話収録のDVD-BOXが発売された。

第2シリーズ
『三匹のおっさん2〜正義の味方、ふたたび!!〜』のタイトルで2015年4月24日から6月12日まで毎週金曜日19時58分 - 20時54分に、第1シリーズと同様にテレビ東京系「金曜8時のドラマ」枠で放送された。
前年の2014年10月24日に2015年に続編を放送することが発表され、翌2015年1月21日、撮影開始の報と共に続編タイトルと放送開始時期が発表された。
原作のエピソードは第1シリーズ時点で大部分を使っており、残り2話分ほどしか残っていないため、大多数は原作者との綿密な打ち合わせにより書き下ろしたオリジナルエピソードとなる（同局でアニメ版を放送している『妖怪ウォッチ』ブームなども取り入れる予定）。時期設定は前シリーズ最終話から1年後になり、第1シリーズでは高校生だった祐希と早苗が大学生になるなど、登場人物の年齢も1つ増えている。
2015年4月14日には第1話試写会がテレビ東京天王洲スタジオで開催され、主要俳優陣や有川が登壇した。その際、第1話での『妖怪ウォッチ』については同話ゲストの鈴木福による説明が脚本に活かされたことや、最終話のバトルシーンの撮影で泉谷しげるの歯が抜けてしまったことが明かされている。
続編が制作されるほど支持されたことについて、有川は「家族そろって楽しめるような、変わったことが起きない普通のホームドラマが、今のテレビになかったのではないか」「こうしてドラマになり、多くの方に支持されたというのは感無量です」「企画書のキャストを見て、作品の世界を大切に考えてくださっていると思った」、プロデューサーの井上竜太は「登場人物がとにかく魅力的で、温かみがある。原作を読み『この三匹に会いたい』と思って企画書を作った」、北大路は「タイトルの『三匹』という響きがいい」「このドラマは、懐かしい土の匂いがする」とそれぞれ評した。また、北大路は「『三匹』を演じる三人が、それぞれの人生をそれぞれの味わいでさらけ出しているところを見てほしい」とも意気込んでいる。
2015年4月23日には番組特製「うmy棒」無料配布イベントが新宿ステーションスクエアで開催され、志賀廣太郎と三根梓や、テレビ東京会長の島田昌幸、社長の髙橋雄一、専務の井澤昌平が出席した。
第3シリーズ
『三匹のおっさん3〜正義の味方、みたび!!〜』のタイトルで2017年1月20日から3月10日まで、第1、第2シリーズと同じく毎週金曜日19時58分 - 20時54分にテレビ東京系「金曜8時のドラマ」枠で放送された。
原作のエピソードは第1シリーズと第2シリーズで全て使い尽くしたため、全ての放送話が原作者との綿密な打ち合わせにより書き下ろしたオリジナルエピソードとなる。時期設定は第2シリーズ最終話から、さらに1年後となり、登場人物の年齢も1つ増えている。
スペシャル（2018年）
『三匹のおっさんスペシャル』のタイトルで、「新春ドラマスペシャル」として2018年1月2日に放送。日光を舞台に展開された。
スペシャル（2019年）
『三匹のおっさんリターンズ!平成ラストの大暴れ&悪党まとめて大成敗SP!』のタイトルで、「新春ドラマスペシャル」として2019年1月14日に放送された。
特別版（2020年）
2020年4月20日に則夫役・志賀廣太郎が誤嚥性肺炎で死去したことを機に同年5月4日に第3シリーズの最終話を再放送。番組の冒頭には北大路欣也・泉谷しげるのコメントも紹介された。

### キャスト
人物詳細は原作項目を参照。本項では簡単な続柄を記載。
夜回り自警団"三匹のおっさん"
- 清田 清一（通称キヨ・剣道の達人） - 北大路欣也（少年期：平松來馬 / 高校時代：市川理矩）
- 立花 重雄（通称シゲ・柔道の猛者） - 泉谷しげる（少年期：舩﨑飛翼）
- 有村 則夫（通称ノリ・無敵の頭脳派） - 志賀廣太郎（少年期：藤村真優）

清田家
- 清田 芳江（清一の妻） - 中田喜子（高校時代：後藤郁）
- 清田 健児（清一の息子・銀行員） - 甲本雅裕（少年期：田島隆聖）
- 清田 貴子（健児の妻） - 西田尚美
- 清田 祐希（清一の孫・高校生→緑川市立商科大学生→旅行会社社員） - 大野拓朗

立花家
- 立花 登美子（重雄の妻） - 藤田弓子
- 立花 康生（重雄の息子・酔いどれ鯨2代目店主） - 津村知与支
- 立花 理恵子（康生の妻） - 鈴木麻衣花
- 立花 奈々（重雄の孫） - 湯浅みゆう（第1シリーズ）

有村家
- 有村 早苗（則夫の娘・栄女子高校生徒→緑川市立商科大学生→ホテル会社勤務） - 三根梓

その他
- 井脇 始（ブックスいわき店主） - 阿部丈二（少年期：酒井天満）
- 遠山（祐希の友達） - 竹内寿
- 藤本（祐希の友達） - 佐野憲彦
- 警官（板橋警察署皐ヶ丘交番） - 越村友一

ゲスト
単話・複数話登場の場合は演者名の横の括弧（）内に表記。
第1シリーズ
第1話
- 須田 良二（エレクトリック・ゾーン店長） - 岡田義徳（第2シリーズ第5話）
- 宮内（恐喝犯） - 波岡一喜
- 近藤（恐喝犯） - 加藤良輔
- 矢部（恐喝犯） - 一ノ瀬ワタル
- 小西 智美（エレクトリック・ゾーンアルバイト店員） - さくま心央

第2話
- 原田 靖代（芳江の友達） - 草村礼子
- 花山（パレット・ピース店長） - 相島一之
- 松野（パレット・ピース店員） - 矢柴俊博
- 大石 瑠美（パレット・ピース店員） - 佐藤寛子
- 原田 隆憲（靖代の息子） - 隈部洋平

第3話
- 広田 作治 / 下村 五郎（登美子の小学生時代の同級生） - 大和田獏
- 西本（広田誠治と名乗る男） - 阿部力
- ヨネ子（結婚詐欺被害者） - 青木和代

第4話
- 工藤 昴（皐ヶ丘中学校2年生・カモの飼育係） - 中野澪
- 新垣 美和（工藤の同級生・カモの飼育係） - 吉田里琴
- 徳永 牧子（PTA会長） - 阿南敦子
- 校長先生 - 有福正志
- 野島 真一（学校用務員） - 蛭子能収
- 菊池 広（理科教師・飼育係顧問） - 袴田吉彦

第5話
- 富永 潤子（早苗の同級生） - 水崎綾女
- 高原 俊樹 / 小久保 昌一（モデル事務所スカウトマン） - 古舘寛治
- サラリーマン - 西尾季隆（X-GUN）
- 女子高生 - 真凛

第6話
- 小島 育代（永田精肉店パート） - 藤田朋子（第2シリーズ第5話・第3シリーズ最終話）
- 信本 克恵（永田精肉店パートリーダー） - 木野花（第2シリーズ第4話・第3シリーズ第6話）
- 店長（永田精肉店） - つぶやきシロー（第2シリーズ第4話）
- 石田（小島の同僚パート） - 栗田よう子
- 山下（小島の同僚パート） - 久保田磨希
- 野口（小島の同僚パート） - 山野海

第7話
- 柳田（エコエコサイクル店主） - マギー
- リカコの母 - 滝沢涼子
- リカコ - 平祐奈
- 澤田（エコエコサイクル店員） - 渡辺隆二郎
- 児島（エコエコサイクル店員） - 山神佳誉
- 涼介（万引き常習犯の中学生） - 飛田光里
- 海翔（涼介の仲間） - 宮内開
- 優斗（涼介の仲間） - 松本頼

最終話
- 松木 邦久（まっちゃん・偽"三匹のおっさん"） - 大和田伸也（第7話、第2シリーズ第2話）
- 大野 満男（おーちゃん・偽"三匹のおっさん"） - 不破万作（第7話、第2シリーズ第2話）
- 菅原 紀久夫（すがちゃん・偽"三匹のおっさん"） - 小倉一郎（第7話、第2シリーズ第2話）
- 加藤 アキラ（不良グループのリーダー格） - 菊田大輔
- 熊御堂（加藤の仲間） - 深水元基
- 松木の妻 - あめくみちこ
- 幹代（則夫の妹） - 重田千穂子
- 山野 満佐子（則夫の見合い相手） - 萬田久子
- テレビ西東京「レッツゴーシニア」ディレクター - ダンディ坂野（第3シリーズ第7話 / 本人役）

第2シリーズ
第1話
- 鈴木 隼人（『妖怪ウォッチ』が好きな小学生） - 鈴木福（第2シリーズ第8話）
- 竹田 正純（悉皆「竹田屋」の主人） - 竜雷太
- 竹田 正信（正純の息子） - 岡田浩暉
- 竹田 里織（正純の孫） - 谷花音
- 竹田 由香（里織の母） - 小野真弓
- 飛田 丈（地上げ屋） - 神保悟志
- 三匹に助けられる女性 - 川村エミコ（たんぽぽ）
- さつき医療センターの医師 - 岡まゆみ
- 近所のおばちゃん - 大島蓉子（第2シリーズ第3話）

第2話
- 鈴木 博之 - 濱口優（よゐこ）
- 中村 みちる - 信太真妃
- 中村 真智子（みちるの母） - 星野真里
- 黒岩 丸雄（借金の取立屋） - 大浦龍宇一
- PTAのおばちゃん - 比企理恵
- スーパーで出会う母親 - 大沢逸美
- 屋台の店主 - やす（ずん）

第3話
- 丸岡 善信（ペットシッター） - 六平直政
- 菅野 陽介（アニマルボランティアサークル部長） - 金井勇太
- レイヤ / 山室 次郎（ホスト） - IZAM
- 中沢 俊太 - 池田優斗
- 中沢 美智子（俊太の母） - 大久保佳代子（オアシズ）
- ホストクラブの客 - 大林素子

第4話
- 佐伯 巽（始の同窓生・芸能プロデューサー） - 葛山信吾（第2シリーズ第7話〈回想〉）
- 丸山（芸能事務所社長） - 西岡德馬
- 信元 真奈美（克恵の娘） - 桃瀬美咲

第5話
- 大黒 高生（コンビニ店主） - 村松利史（第2シリーズ第7話）
- 鮫島 - 丹古母鬼馬二
- ゲームセンターで遊ぶ中学生 - 前田航基、亜蓮、髙橋楓翔、吉田仁人
- バスで席を譲る青年 - 小早川俊輔

第6話
- 黒田 寛子（ピアニスト） - 中山忍
- 野尻（さつきオーケストラの指揮者・「酔いどれ鯨」の常連客） - 石井正則
- 後藤 敏和（黒田のマネージャー） - 伊藤正之
- 椛島（さつきオーケストラのコンマス） - 大石吾朗
- 田坂（さつきオーケストラのトランペット担当） - 田代さやか

第7話
- 植松（町内会長） - 清水章吾
- 光本（光本興産の社長） - ダンカン
- 笹谷（皐神社の宮司） - つまみ枝豆

最終話
- 高橋 雅夫（三匹と芳江の同窓生・弁護士） - 前田吟
- 高橋 美代（三匹と芳江の同窓生・雅夫の妻） - 音無美紀子
- 竹田 武（三匹と芳江の同窓生） - でんでん
- 橘 花代（板橋区の区長） - 朝加真由美
- 唐沢 進（唐沢電工の社長） - 丸山智己
- 竹田 正一（武の息子） - ドロンズ石本

第3シリーズ
第1話
- アンナ（父親を探すために来日した女性） - シャーロット・ケイト・フォックス
- 中尾 圭介（「中尾写真館」店主） - 長谷川初範
- 中尾 真希（中尾の娘） - 相楽樹
- 近藤 祥太（「中尾写真館」アルバイト店員） - 木村了
- 岩下 伸吾（真希の婚約者） - 柳下大
- 岩下 雅彦（伸吾の父） - 佐々木省三
- 岩下 文子（伸吾の母） - 小夏ゆみこ
- 祥太の仲間 - 福崎峻介、渡辺隼斗
- 窃盗犯 - 石塚義之（アリtoキリギリス）

第2話
- 三枝 洋子（「ラーメン万福」店主） - 根岸季衣
- 三枝 誠（洋子の息子） - 内田朝陽
- 田辺 晃平（株式会社「とんてんラーメン」社長） - 阿南健治
- 菊池（田辺の秘書）- 川守田政人
- 杉下 広行（誠の幼馴染） - 脇知弘
- 杉下 美紀（広行の妻） - 住吉真理子
- グルメパラダイス覆面調査員 - ラッシャー板前

第3話
- 荒木 行雄（演劇プロデューサー） - 前川泰之
- 栗田 貴一（豆腐屋店主） - 小倉久寛（第3シリーズ最終話）
- 栗田 美奈代（栗田の妻） - ふせえり（第3シリーズ最終話）
- 横山 和孝 - 田窪一世
- 泉 賢造 - 福本伸一
- 村松 洋子（元新劇女優） - 丘みつ子

第4話
- 森田 祐介 - 肥後克広
- 横沢 - 金子昇
- 山本 - 山本圭祐
- 河野 真由美 - 松山愛里

第5話
- 本間 優一（元プロ野球選手） - 徳重聡
- 近藤 和也 - 金山一彦
- 近藤 沙織（和也の妻） - 安達祐実
- 葛西 伸幸 - 佐藤正宏

第6話
- 佐々木 いずみ - 酒井若菜
- 遠山 吾郎 - 田口浩正
- 遠山 美咲（吾郎の娘） - 真家有里奈
- 松岡 直人（いずみの幼馴染） - 敦士

第7話
- キャッチ松本（健児の同級生・お笑い芸人） - 橋本じゅん
- 近藤（「東新宿芸能社」社長） - 渡辺正行
- 富岡（「お達者クラブ」会長） - 大河内浩
- 斎藤 幸子 - 上村依子
- 頭山 三郎（笑いの脳科学 博士） - 芋洗坂係長

最終話
- 杉浦 健作（清一の高校の先輩） - 石橋蓮司
- 杉浦 亮平（杉浦の息子） - 中村靖日
- 柏木 善信（議員） - 佐野史郎
- 柏木 牧子（善信の妻） - 須藤理彩
- 柏木 卓也（善信の息子） - 西山潤
- 栗田 博光（栗田の息子・卓也の友人） - 今井悠貴
- 大冴 - 久保田悠来
- 小島 加奈子（本名：リー・ジンレイ） - 小松彩夏
- 卓球大会司会 - 鷲見玲奈

スペシャル（2018年）
- 吉田 善光 - 伊東四朗
- 花沢 ゆかり - 檀れい
- 吉田 光一 - 西村和彦
- 黒木 嘉津司 - 木下ほうか
- 木島 修 - 前田公輝
- 手島 - 川口力哉
- 木村 - 天山広吉
- 岡田 - 奥田洋平
- 赤木社長 - 湯江タケユキ
- 村岡監督 - 俵木藤汰
- 髙木 - 清水優
- 千代子 - 大方斐紗子
- 小西 - イジリー岡田
- 田所 - 藤木孝
- 達治 - ぶっちゃあ

スペシャル（2019年）
- 高木 沙織（栗子） - 瀬戸朝香
- 峰岸 美鈴 - 真飛聖
- 桑原 菊枝 - 室井滋
- 徳井 一馬 - 寺脇康文
- 藤田 - 大沢逸美
- 水野 - 中島唱子
- 玉井 - 弘中麻紀
- 山崎 - 岩橋道子
- 樋口 - 枝元萌
- 星野 - 猪狩敦子
- 田辺 - 香寿たつき
- 横田 - 鈴木理学
- 佐藤 雅代 - 山野海
- 大野 - 浜田晃
- 林 - ぶっちゃあ
- 杉山 正志 - スーパー3助（にゃんこスター）
- 大森 - 福澤重文
- 市川 - 二橋進一
- 沢渡 - 宮下貴浩
- 斎藤 - 野中隆光

### スタッフ
第1シリーズ
- 原作 - 有川浩『三匹のおっさん』（文春文庫刊）、『三匹のおっさん ふたたび』（文藝春秋刊）
- 脚本 - 佐藤久美子
- 音楽 - 平沢敦士
- 監督 - 猪原達三、白川士、大内隆弘
- 主題歌 - 川上大輔「言葉に出来ない男です」（ワーナーミュージック・ジャパン）
- ナレーション - 野田圭一
- 脚本協力 - 赤澤ムック
- 助監督 - 大内隆弘、片山雄一、安井陶也、竹本竜都
- タイトルアニメーション - 新田憲太郎、猪原美佳
- 劇中イラスト - 戸崎真太郎
- フードコーディネーター - はらゆうこ
- アクションコーディネーター - 諸鍛冶裕太
- 技術協力 - ビデオフォーカス、ヴァンシャープ
- 美術協力 - テレビ朝日クリエイト
- 照明協力 - サンライズアート
- 選曲・音響効果 - メディアハウスサウンドデザイン
- 編集 - ビーグル
- チーフプロデューサー - 岡部紳二
- プロデューサー - 山鹿達也、阿部真士、井上竜太、梶野祐司
- プロデューサー補 - 小松幸敏、荒木俊晴
- 製作 - テレビ東京、ホリプロ

第2シリーズ
- 原作・原案 - 有川浩『三匹のおっさん』シリーズ（新潮社刊）
- 脚本 - 佐藤久美子、清水しおり、赤澤ムック
- 音楽 - 平沢敦士
- 監督 - 猪原達三、白川士、山田勇人、大内隆弘
- 主題歌 - 和田アキ子「晴レルヤ」（テイチクエンタテインメント・ユニオンレコード）
- ナレーション - 野田圭一
- 助監督 - 大内隆弘、片山雄一、宮崎剛、青木敏邦
- タイトルアニメーション - 新田憲太郎、猪原美佳
- 劇中イラスト - 戸崎真太郎
- フードコーディネーター - はらゆうこ
- アクションコーディネーター - 諸鍛冶裕太
- 美術協力 - テレビ朝日クリエイト
- 照明協力 - サンライズアート
- 選曲 - 佐古伸一
- 編集 - 清水正彦、石井康裕
- チーフプロデューサー - 岡部紳二
- プロデューサー - 山鹿達也、井上竜太
- プロデューサー補 - 松本拓、小松幸敏、木下真梨子、安藤一貴
- 製作 - テレビ東京、ホリプロ

第3シリーズ
- 原作・原案 - 有川浩『三匹のおっさん』シリーズ（新潮社刊）
- 脚本 - 江頭美智留、鈴木聡、森ハヤシ、深沢正樹
- 音楽 - 平沢敦士
- 主題歌 - かりゆし58「オワリはじまり」
- ナレーション - 野田圭一

- 製作 - テレビ東京、ホリプロ

スペシャル（2018年）

スペシャル（2019年）

### 放送日程
第1シリーズ

| 第1話                    | 2014年 1月17日 | "三匹のおっさん" 夜回り隊結成!       | 猪原達三 | 第1巻第1話&第2話 | 11.6%[34] |
| 第2話                    | 1月24日        | 三匹のおっさん vs 悪徳詐欺集団       | 猪原達三 | 第1巻第6話       | 9.3%[35]  |
| 第3話                    | 1月31日        | 三匹のおっさん vs 初恋詐欺           | 白川士   | 第1巻第3話       | 9.9%[15]  |
| 第4話                    | 2月7日         | 三匹のおっさん vs 動物虐待犯         | 白川士   | 第1巻第4話       | 9.1%      |
| 第5話                    | 2月14日        | 三匹のおっさん vs スカウト詐欺師     | 猪原達三 | 第1巻第5話       | 9.2%      |
| 第6話                    | 2月28日        | 三匹のおっさん vs 最強おばちゃん軍団 | 大内隆弘 | 第2巻第1話       | 11.0%     |
| 第7話                    | 3月7日         | 三匹のおっさん vs 万引き集団         | 猪原達三 | 第2巻第2話       | 9.0%      |
| 最終話                   | 3月14日        | "三匹のおっさん" 史上最大の成敗!     | 白川士   | 第2巻第3話&第6話 | 12.6%[21] |
| 平均視聴率 10.6%[36][21] |                |                                      |          |                  |           |
- 視聴率はビデオリサーチ社調べ、関東地区・世帯・リアルタイム
- 第1話と最終話は2時間スペシャル。2月21日は単発のバラエティー特番放送のため、休止。

第2シリーズ

| 話数         | 放送日         | サブタイトル                                             | 監督     | 脚本 | 原作                                            | 視聴率    |
| ------------ | -------------- | -------------------------------------------------------- | -------- | ---- | ----------------------------------------------- | --------- |
| 第1話        | 2015年 4月24日 | 帰ってきた三匹のおっさん 妖怪!?ご町内のおばけ騒動を成敗! | 猪原達三 |      |                                                 | 11.0%[37] |
| 第2話        | 5月01日        | 三匹のおっさん vs ストーカー男                           | 白川士   |      | 話の一部に 第1巻4話の 描写が一部 使われている。 |           |
| 第3話        | 5月08日        | 三匹のおっさん vs ペット泥棒                             | 猪原達三 |      |                                                 |           |
| 第4話        | 5月15日        | 三匹のおっさん vs ご当地アイドル詐欺                     | 山田勇人 |      |                                                 |           |
| 第5話        | 5月22日        | 三匹のおっさん vs ゴミ不法投棄                           | 猪原達三 |      | 第2巻第4話                                      | 10.5%[38] |
| 第6話        | 5月29日        | 三匹のおっさん vs 恐怖のピアニスト                       | 大内隆弘 |      |                                                 |           |
| 第7話        | 6月5日         | 三匹のおっさん vs お祭り復活反対派                       | 白川士   |      | 第2巻第5話                                      |           |
| 最終話       | 6月12日        | 三匹のおっさん vs おっさん最大の敵                       | 猪原達三 |      |                                                 | 8.8%[39]  |
| 平均視聴率 % |                |                                                          |          |      |                                                 |           |
- 視聴率はビデオリサーチ社調べ、関東地区・世帯・リアルタイム。
- 第1話は15分拡大。
- 最終話は2時間スペシャル。

第3シリーズ

| 第1話        | 2017年 1月20日 | 帰ってきた三匹のおっさん 悪質!? 民泊詐欺を成敗!        | 猪原達三 | 江頭美智留 | 8.9％[40] |
| 第2話        | 1月27日        | 町内でラーメン戦争勃発! 三匹のおっさんVS悪徳ラーメン店 | 白川士   | 江頭美智留 |           |
| 第3話        | 2月03日        | 三匹がシルバー劇団に入団!? 夢を踏みにじる悪を成敗!     | 白川士   | 鈴木聡     |           |
| 第4話        | 2月10日        | 三匹の家族を狙う魔の電話! 最新オレオレ詐欺を成敗!      | 猪原達三 | 鈴木聡     |           |
| 第5話        | 2月17日        | 親の野心に火をつける甘い罠! 少年野球チームを守れ!      | 白川士   | 江頭美智留 |           |
| 第6話        | 2月24日        | 三匹が子供たちに大苦戦!? 子供食堂を狙う悪党を成敗!     | 大内隆弘 | 森ハヤシ   |           |
| 第7話        | 3月03日        | 三匹vs悪徳"訪問販売"!! 絶交した親友と涙の再会!?        | 白川士   | 鈴木聡     |           |
| 最終話       | 3月10日        | 三匹のおっさん最後の大成敗!!                           | 猪原達三 | 深沢正樹   |           |
| 平均視聴率 % |                |                                                        |          |            |           |
- 第1話は15分拡大。
- 最終話は2時間スペシャル。

### 原作との相違点
- 各話に必ず1回以上バトルシーンが入るようになった。第1シリーズを例に挙げると、第2話では「お達者会」の会場を荒らしに来たパレット・ピースの店長達、第3話では西本（広田誠治と名乗る男）、第5話では小久保昌一、第6話では下着泥棒、第7話では万引きの裏で糸を引くエコエコサイクルの面々、最終話では「三匹のおっさん」への報復を企む不良グループなど、原作には無かった敵やバトルも追加されている。また、その際に青系の色の照明をバックに登場したり、その足元で回転草が転がっていたりするなど、若干非現実的な演出もある。また、第1シリーズ第6話では信本克恵がピンク色の照明をバックに、桜吹雪が舞う中で登場した。
- 芳江の年齢は原作ではキヨたちの3歳下という設定だが、ドラマでは同い年という設定になっている。
- キヨが「人生劇場」をはじめとする昭和の歌謡曲を各話に必ず1回以上口ずさんでおり、ノリが「わわわわー♪」とコーラスを入れている[41]。
- ノリの必殺技が「則夫エレクトリカルパレード」から「則夫エレクトリカルアタック」に改名されている他、彼の武器も2つの改造スタンガン[注 5]だけになっている。また、「則夫エレクトリカルアタック」でスタンガンを叩き込んだ時には、生物無生物を問わず（ほとんどが人間だが、第1シリーズ第5話のみパソコンの本体も）骨格が見える感電演出がなされている。
- 松木は工事現場で交通誘導のアルバイトをしている設定になっており、見回りの時には誘導棒を持ち歩いている[注 6]。
- 「ブックスいわき」の店主・井脇始は原作ではキヨたちと同年代という設定だが、ドラマではシゲの息子・康生の学生時代の同級生という設定になっている。

### 受賞
- 第1シリーズ
  - 東京ドラマアウォード2014 特別賞[22][23] - 北大路欣也、泉谷しげる、志賀廣太郎

| テレビ東京系 金曜8時のドラマ                                                                                 | テレビ東京系 金曜8時のドラマ                                                            | テレビ東京系 金曜8時のドラマ                                                  |
| 前番組 | 番組名                                                                                  | 次番組                                                                        |
| --- | --------------------------------------------------------------------------------------- | ----------------------------------------------------------------------------- |
| 刑事吉永誠一 涙の事件簿 （2013年10月11日 - 12月13日）                                                        | 三匹のおっさん 〜正義の味方、見参!!〜 （2014年1月17日 - 3月14日）                       | マルホの女 〜保険犯罪調査員〜 （2014年4月11日 - 6月13日）                     |
| 保育探偵25時 〜花咲慎一郎は眠れない!!〜 （2015年1月16日 - 3月13日）                                          | 三匹のおっさん2 〜正義の味方、ふたたび!!〜 （2015年4月24日 - 6月12日）                  | 僕らプレイボーイズ 熟年探偵社 （2015年7月17日 - 9月11日）                     |
| 石川五右衛門 （2016年10月14日 - 12月2日） 【本作のみ時代劇】                                                 | 三匹のおっさん3 〜正義の味方、みたび!!〜 （2017年1月20日 - 3月10日） 【本作より現代劇】 | 釣りバカ日誌 Season2 〜新米社員 浜崎伝助〜 （2017年4月21日 - 6月16日）        |
| テレビ東京・テレビ北海道・テレビ愛知・テレビせとうち ドラマ傑作選（月曜 - 水曜・ローカルセールス枠の帯番組） |                                                                                         |                                                                               |
| 警視庁ゼロ係〜生活安全課なんでも相談室〜 SEASON4 （再放送・2022年2月16日 - 3月9日）                          | 三匹のおっさん 〜正義の味方、見参!!〜 （再放送・2022年3月14日 - 4月4日）                | 釣りバカ日誌 Season2 〜新米社員 浜崎伝助〜 （再放送・2022年4月5日 - 4月26日） |
| テレビ東京・テレビ北海道・テレビ愛知・テレビせとうち ドラマ傑作選（月曜 - 木曜・ローカルセールス枠の帯番組） |                                                                                         |                                                                               |
| 記憶捜査2〜新宿東署事件ファイル〜 （再放送・2022年4月27日 - 5月10日）                                        | 三匹のおっさん2 〜正義の味方、ふたたび!!〜 （再放送・2022年5月11日 - 5月25日）          | 執事 西園寺の名推理 （再放送・2022年5月31日 - 6月13日）                       |

## 舞台
2015年9月から明治座・中日劇場・新歌舞伎座・博多座のほか、香川、広島で舞台化され上演された。脚本・演出は、田村孝裕。

### キャスト（舞台）
夜回り自警団"三匹のおっさん"
- 清田 清一（キヨ） - 松平健
- 立花 重雄（シゲ） - 西郷輝彦
- 有村 則夫（ノリ） - 中村梅雀

清田家
- 清田 芳江（清一の妻） - 竹下景子
- 清田 健児（清一の息子） - 西ノ園達大
- 清田 貴子（健児の妻） - 遠藤久美子
- 清田 祐希（清一の孫） - 大久保祥太郎

立花家
- 立花 登美子（重雄の妻） - 松金よね子

有村家
- 有村 早苗（則夫の娘） - 宮﨑香蓮

その他
- ゲーセンの店長 - 河相我聞

### スタッフ（舞台）
- 原作 - 有川浩
- 脚本・演出 - 田村孝裕